# Per Erik Svedbom
Per Erik Svedbom född januari 1811 i Härnösand,  död 7 oktober 1857, var en svensk lärare och skolledare.
Han blev docent i statistik i slutet av 1830-talet. Han gifte sig 1842 med sin kusin, Fredrika Forssberg, och fick två söner, Wilhelm (1843-1904) och Erik (1855-?) som hade en funktionsnedsättning. Per Erik blev 1851-1857 rektor vid Nya Elementarskolan i Stockholm där han efterträdde Carl Jonas Love Almqvist som han lärt känna i kretsen av Lars Johan Hierta och Wendela Hebbe. Under sitt sista levnadsår var Svedbom redaktör för Aftonbladet. Han dog av kolerainfektion.

## Författarskap
Svedbom var pedagogisk skriftställare och utgav bl.a. Ledtråd vid den första undervisningen i modersmålet 1843 och Elementarkurs i tyska språket 1848. Hans insatser för den svenska grammatiken ansågs som nydanande.  Han gav 1843 ut Utkast till Satsläran på Svenska Språket, som byggde på en ny grammatikteori, den så kallade Wurst-Beckermetoden, med utgångspunkt i tysk pedagogik. Med detta verk introducerade han satsdelsläran med dess syntaktiska transformationer.